# Restaurante Popular (Rio de Janeiro)

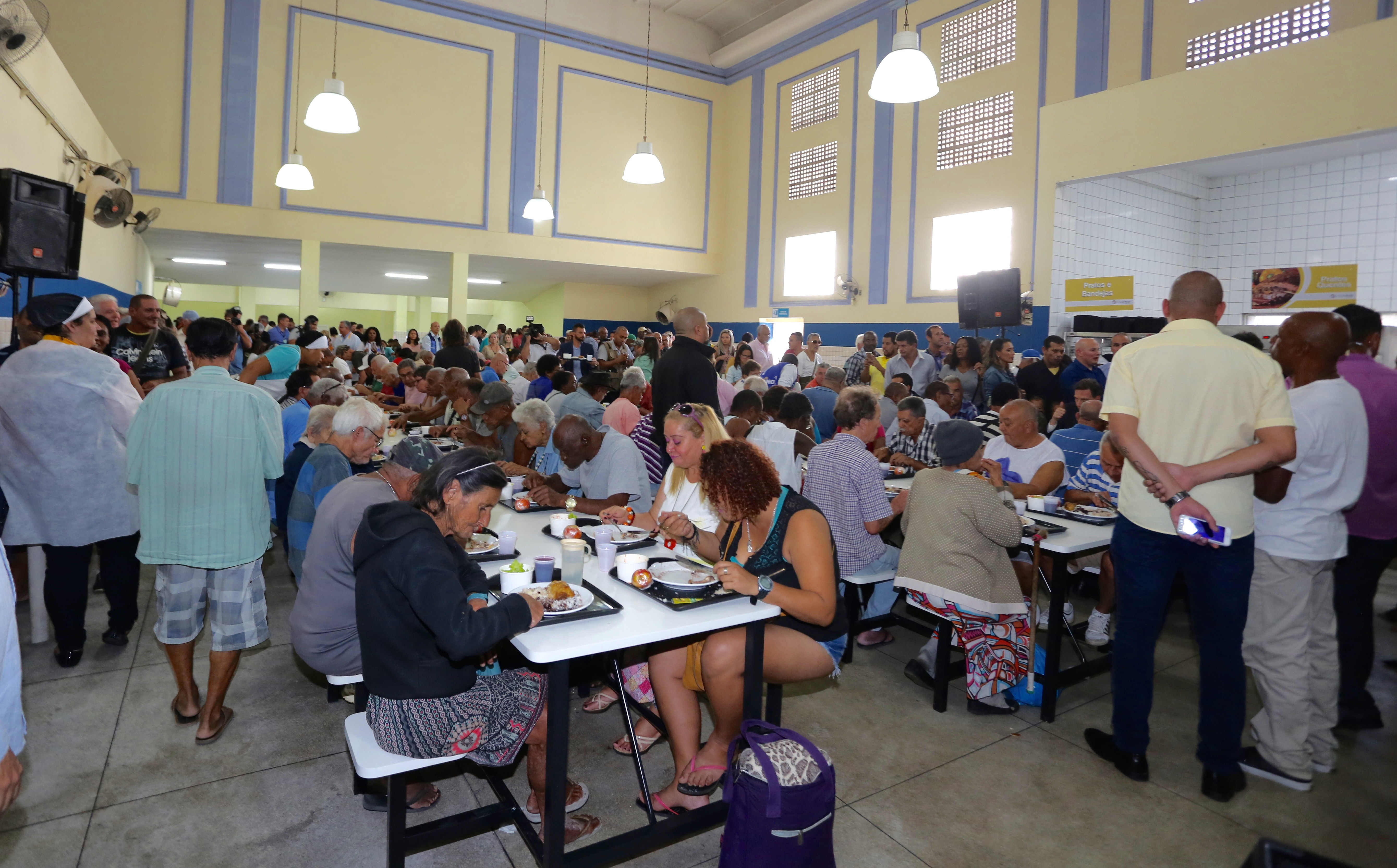
Restaurante Popular de Campo Grande, em 2017.

Restaurante Popular, anteriormente Restaurante Cidadão, é um programa de segurança alimentar do estado do Rio de Janeiro criado pelo ex-governador Anthony Garotinho e destinado a servir refeições de alta qualidade a preços acessíveis para a população de baixa renda. A primeira unidade do programa, o Restaurante Popular Betinho, foi inaugurado em 2000 na região da Central do Brasil. Existem programas similares em outros estados do Brasil, como o Bom Prato, gerido pelo Governo do Estado de São Paulo.
O estado do Rio de Janeiro chegou a contar com mais de 15 restaurantes populares em funcionamento. Atualmente, estão operando três restaurantes na cidade do Rio de Janeiro, um em Niterói, um em Petrópolis e outro em Barra Mansa, todos geridos pelas respectivas prefeituras municipais. As cinco unidades servem, de segunda a sexta, café da manhã e almoço a preços populares.

## História
O primeiro Restaurante Popular, denominado Restaurante Popular Betinho e situado ao lado da Estação Central do Brasil, foi inaugurado no dia 10 de novembro de 2000 pelo então governador Anthony Garotinho e pela secretária de Ação Social na época, Rosinha Garotinho. Outros restaurantes foram inaugurados nos anos seguintes, tanto na capital quanto em outros municípios do Rio de Janeiro. Durante o governo Sérgio Cabral, o programa passou a ser denominado Restaurante Cidadão. Em virtude das obras do Estádio do Maracanã para a Copa do Mundo de 2014, o Restaurante Popular Radialista Jorge Curi, que funcionava ao lado do estádio, foi desativado em 2009. De 2000 até 2016, todas as unidades, exceto a de Petrópolis, eram geridas pelo Governo do Estado do Rio de Janeiro em parceria com empresas privadas.
Entre julho de 2016 e junho de 2017, quase todos os restaurantes populares que estavam em funcionamento foram fechados devido à falta de repasses do Governo do Estado do Rio de Janeiro às empresas que administravam as unidades. No entanto, alguns restaurantes foram municipalizados, sendo quatro na cidade do Rio de Janeiro, situados nos bairros de Bangu, Bonsucesso, Campo Grande e Madureira, e um em Niterói. O Restaurante Popular Romilton Bárbara, situado em Campos dos Goytacazes, também foi municipalizado, entretanto também teve os serviços suspensos em 2017 pelo prefeito Rafael Diniz.

### Pacto de Milão
No dia 14 de março de 2018, o prefeito carioca Marcelo Crivella assinou, no Restaurante Popular Getúlio Vargas, uma carta que formalizava a candidatura do programa dos Restaurantes Populares cariocas ao Prêmio Internacional do Pacto de Milão de Segurança Alimentar 2018. O Pacto de Milão é uma associação de 163 cidades de todo o mundo cujo objetivo é assegurar o acesso da população a alimentos adequadamente produzidos em cadeias produtivas seguras, locais, diversificadas, saudáveis e sustentáveis.
Em setembro de 2018, o projeto dos restaurantes populares cariocas recebeu menção honrosa ao disputar o Prêmio Internacional do Pacto de Milão de Segurança Alimentar 2018 em evento sediado em Tel Aviv, Israel, tendo ficado entre as 30 melhores práticas de segurança alimentar do mundo. Posteriormente, o Rio de Janeiro foi uma das sete cidades escolhidas para apresentar o programa dos Restaurantes Populares no 9º Fórum Internacional de Alimentação e Nutrição, ocorrido nos dias 27 e 28 de novembro de 2018 em Milão, na Itália.
Por conta do destaque que o Rio de Janeiro vem obtendo no setor de segurança alimentar, a cidade foi escolhida para sediar o 1º Fórum Latino-Americano das Cidades Signatárias do Pacto de Milão, que será realizado no Museu do Amanhã entre os dias 29 e 31 de maio de 2019. No evento, que reunirá 26 cidades latino-americanas, serão discutidos temas como agricultura urbana e alimentação escolar.

## Restaurantes
A tabela abaixo lista o nome, o município, o bairro, a data de inauguração e o estado atual tanto dos restaurantes populares que estão em funcionamento quanto dos que estão atualmente inoperantes:
| Município             | Nome                                                | Bairro          | Inauguração             | Estado atual |
| --------------------- | --------------------------------------------------- | --------------- | ----------------------- | ------------ |
| Barra Mansa           | Restaurante Cidadão Irmã Ruth                       | Centro          | 31 de agosto de 2005    | Funcionando  |
| Campos dos Goytacazes | Restaurante Popular Romilton Bárbara                | Centro          | 16 de fevereiro de 2004 | Fechado      |
| Duque de Caxias       | Restaurante Cidadão Dom Helder Câmara               | Figueira        | 31 de dezembro de 2001  | Fechado      |
| Itaboraí              | Restaurante Cidadão Governador Mário Covas          | Centro          | 3 de abril de 2002      | Fechado      |
| Niterói               | Restaurante Popular Escritor Jorge Amado            | Centro          | 20 de fevereiro de 2002 | Funcionando  |
| Nova Iguaçu           | Restaurante Cidadão Madre Tereza de Calcutá         | Centro          | 3 de abril de 2002      | Fechado      |
| Petrópolis            | Restaurante Popular Regina de Lourdes Vieira        | Centro          | 8 de julho de 2008      | Funcionando  |
| Resende               | Restaurante Cidadão Vereador Francisco Quirino      | Jardim Tropical | 25 de março de 2010     | Fechado      |
| Rio de Janeiro        | Restaurante Popular Getúlio Vargas                  | Bangu           | 28 de dezembro de 2001  | Funcionando  |
| Rio de Janeiro        | Restaurante Popular João Goulart                    | Bonsucesso      | 16 de julho de 2007     | Funcionando  |
| Rio de Janeiro        | Restaurante Popular Maurício de Andrade             | Campo Grande    | 17 de julho de 2007     | Funcionando  |
| Rio de Janeiro        | Restaurante Cidadão Betinho                         | Centro          | 10 de novembro de 2000  | Funcionando  |
| Rio de Janeiro        | Restaurante Cidadão Cidade de Deus                  | Cidade de Deus  | 15 de agosto de 2011    | Fechado      |
| Rio de Janeiro        | Restaurante Cidadão Abelardo Chacrinha Barbosa      | Irajá           | 13 de março de 2009     | Fechado      |
| Rio de Janeiro        | Restaurante Popular Tia Vicentina                   | Madureira       | 22 de outubro de 2008   | Em reforma   |
| Rio de Janeiro        | Restaurante Popular Radialista Jorge Curi           | Maracanã        | 4 de abril de 2002      | Demolido     |
| Rio de Janeiro        | Restaurante Cidadão Josué de Castro                 | Méier           | 21 de outubro de 2008   | Fechado      |
| Volta Redonda         | Restaurante Cidadão Dolores de Paiva Matos da Silva | Aterrado        | 19 de dezembro de 2009  | Fechado      |